# Droisy, Eure

Droisy este o comună în departamentul Eure, Franța. În 1 ianuarie 2022 avea o populație de 459 de locuitori.